# 813 (小説)
『8・1・3』（はち・いち・さん）は、モーリス・ルブランの「アルセーヌ・ルパン」シリーズの一篇で、1910年に発表された。

## 概要
「8・1・3」と「APO ON」の謎をめぐり、怪盗紳士ルパン、国家警察部長ルノルマン、謎の殺人鬼L.M.が死闘を演じる。フランス・ドイツをまたにかけて展開し、果てはドイツ皇帝ウィルヘルム2世までもが登場する。
1917年に『ルパンの二重生活』(La Double Vie d'Arsène Lupin)と『ルパンの三つの犯罪』(813, les trois crimes d'Arsène Lupin)に分冊化した。「三つの犯罪」とは、「殺人をしない」をモットーとするルパンが、本作のラストで図らずも犯してしまう三つの殺人を指している。
ルパンはカプリ島のティベリウスの飛び込み台から海に身を投げるが、この時死にきれずに、ドン・ルイス・ペレンナとしてアルジェリアの街のフランス外人部隊に現れたことがラストシーンで描かれている。これが、『金三角』以降のルパンのドン・ルイス・ペレンナとしての活躍に繋がっていく。

## 主な邦訳
『8・1・3』の初の邦訳は大正元年のことで、これをはじめて日本に紹介したのは三津木春影である。
- 『古城の秘密 前篇・後篇』（大正元年 - 大正2年[2]、武侠世界社）
三津木春影邦訳。当時、片仮名の人名は日本人になじみが薄かったため、登場人物名は全て日本人名に改めてあり、ルパンは「仙間龍賢」、ルノルマン刑事課長は「蓮田晋作」、グウレル警部は「神戸（こうど）」という名になっている。

以下は全て、『8・1・3』と『続8・1・3』あるいは『8・1・3（上）』と『8・1・3（下）』の書名で刊行されたもの。
- 保篠龍緒訳、（全て絶版品切）平凡社「ルパン全集」、改造社「世界文学全集」「ルパン全集」、日本出版協同版全集、鱒書房版全集、田園書房版全集、三笠書房版全集、日本文芸社版全集（戦後早々に単行本としても刊行されている）
- 堀口大學訳、新潮文庫
- 大友徳明訳、偕成社版全集、偕成社文庫版

以下は『8・1・3の謎』（「アルセーヌ・リュパン全集」のうち他）の書名で刊行されたもの。
- 石川湧訳、（絶版品切）東京創元社

以下は連載版(完全版)の翻訳。
- 『813-1910年連載版』上中下、矢野和巳訳、（Kindle）

以下は翻案。
- 南洋一郎『8・1・3の謎』（ポプラ社、怪盗ルパン全集）
- 池田宣政訳（絶版品切）『8・1・3』『ルパンの三つの犯罪』（ポプラ社、アルセーヌ・ルパン全集）

## 映画

### 1920年版
『八一三』（はちいちさん）は、1920年（大正9年）製作・公開、クリスティ・フィルム・カンパニー製作、スコット・シドニー監督によるアメリカ合衆国のサイレント映画である。日本では国際活映が配給した。
フィルムの現存状況は不明で、失われた可能性がある。

#### スタッフ・作品データ
- 監督 : スコット・シドニー（英語版）
- 脚色 : スコット・ダーリング
- 撮影 : アントン・ナジ
- 舞台装置 : ロイド・ブリアリー
- 製作 : クリスティ・フィルム・カンパニー （en:Christie Film Company）
- 上映時間（巻数） : 不明
- フォーマット : 白黒映画 - スタンダードサイズ（1.33:1） - サイレント映画

#### キャスト
- ウェッジウッド・ノウエル - アルセーヌ・ルパン / ル・ノルマン / ポール・セルニーヌ公
- ウォーレス・ビアリー - パーバリー将軍 / リビエラ
- キャスリン・アダムス - ドロレス・ケッセルバッハ
- ジョン・P・ロックニー
- フレデリック・ブルーム - 警視正
- H・ミルトン・ロス - グーレル
- ソートン・エドワーズ - ドゥード・ヴィル
- ウィリアム・モング - チャップマン
- ラルフ・ルイス - キャッスルバック氏
- コリン・ケニー - ボープル / ルデュー
- ヴェラ・ステッドマン - シュザンヌ
- ローラ・ラ・プラント - ジュヌヴィエーヴ
- マーク・フェントン - マルコ

### 1923年版
『813』（はちいちさん）は、1923年（大正12年）製作・公開、日活向島撮影所製作、日活配給、溝口健二監督による日本のサイレント映画である。フィルムは現存していない。

#### スタッフ・作品データ
- 監督・映画脚色 : 溝口健二
- 原作 : モーリス・ルブラン
- 撮影 : 高坂利光
- 舞台装置 : 亀原嘉明
- 製作 : 日活向島撮影所
- 上映時間（巻数） : 7巻
- フォーマット : 白黒映画 - スタンダードサイズ（1.33:1） - サイレント映画
- 初回興行 : 浅草・三友館

#### キャスト
- 南光明 - 成瀬晃 / 私立探偵・片山悟郎
- 星野弘喜 - 宝石商・黒須泰助
- 青山万里子 - 黒須の後妻・綾子
- 瀬川鶴子 - 黒須の先妻の娘・北村明子
- 吉田豊作 - 謎の支那人・林斯朴
- 若葉馨 - 青年・範田純一
- 白川悟 - 片山の助手・相良
- 藤原邦二郎 - 黒須の秘書・芝山
- 高木桝次郎 - 明子の老僕・芳造
- 水木京子 - 聾唖の娘
- 夏目香代子 - 黒衣の怪人の侍女

## その他の映像作品

### テレビドラマ
1973年（昭和48年）、フランスのテレビシリーズ「怪盗紳士アルセーヌ・ルパン」中の一篇として製作・放映された。原作とは大幅に改編され、コメディタッチに仕上げられている。ルパン役はジョルジュ・デクリエールで、日本放映版では納谷悟朗が吹き替えた。
1980年（昭和55年）、（Arsène Lupin joue et perd）フランス、スイス、イタリア、西ドイツ合作のテレビミニシリーズ（1時間枠、全6話）、ルパン役はジャン＝クロード・ブリアリ

### テレビアニメーション
1979年（昭和54年）、タツノコプロ製作『怪盗ルパン 813の謎』として、フジテレビ系1時間半枠スペシャル番組が製作され、同年5月5日（土曜）のこどもの日企画として放映（19:30 - 20:54。正式枠名無し単発枠）、のちに劇場公開もされた。製作吉田健二、監督笹川ひろし、演出布川ゆうじ、脚本宮崎晃、キャラクターデザイン九里一平、天野嘉孝（天野喜孝）。声の出演は、アルセーヌ・ルパンを中村嘉葎雄、ケセルバッハ夫人を島田陽子、セルニン公爵を納谷悟朗、パリ警視庁ルノルマン刑事課長を富山敬が務めた。子供向けにアレンジされているものの、比較的原作に忠実な作りとなっている。主題歌は田山雅充。
| フジテレビ系列 正式枠名無し単発枠（土曜19:30 - 20:54）          | フジテレビ系列 正式枠名無し単発枠（土曜19:30 - 20:54）   | フジテレビ系列 正式枠名無し単発枠（土曜19:30 - 20:54）     |
| 前番組                                                          | 番組名                                                   | 次番組                                                     |
| --------------------------------------------------------------- | -------------------------------------------------------- | ---------------------------------------------------------- |
| プロ野球中継 （ヤクルト×巨人） ※19:00 - 20:54 （1979年4月28日） | こどもの日スペシャル 怪盗ルパン 813の謎 （1979年5月5日） | アメリカ大リーグアワー （カブス×レッズ） （1979年5月12日） |